# Asso (torrente)
Il torrente Asso è un corso d'acqua a carattere torrentizio della Toscana, dove scorre in provincia di Siena.

## Descrizione
Le sue sorgenti si trovano sulle Crete Senesi, nei pressi della località di Casabianca nel territorio comunale di Asciano. Dopo aver percorso un tragitto di circa 35 km di lunghezza, scorrendo nei pressi di San Giovanni d'Asso (località a cui conferisce la denominazione), il torrente sfocia nel fiume Orcia come tributario di destra nei pressi della località di Casalta, dopo aver ricevuto come affluenti il torrente Trove e il torrente Tuoma (entrambi tributari di sinistra).